# Dekanat Kraków-Podgórze
Dekanat Kraków – Podgórze – jeden z 45 dekanatów w rzymskokatolickiej archidiecezji krakowskiej.

## Parafie
W skład dekanatu wchodzą m.in. parafie:
1. Matki Bożej Fatimskiej – Kraków Dębniki (Osiedle Podwawelskie)
2. Matki Bożej Fatimskiej – Kraków Podgórze (Płaszów)
3. Matki Bożej Nieustającej Pomocy – Kraków Podgórze (Stare Podgórze)
4. Matki Bożej Saletyńskiej – Kraków Łagiewniki (Osiedle Cegielniana)
5. Najświętszego Serca Pana Jezusa – Kraków Podgórze (Płaszów)
6. św. Józefa – Kraków Podgórze (Stare Podgórze)
7. św. Kingi – Kraków Podgórze Duchackie (Wola Duchacka)
8. Zmartwychwstania Pańskiego – Kraków Podgórze Duchackie (Wola Duchacka)

## Sąsiednie dekanaty
Kraków–Kazimierz, Kraków–Borek Fałęcki, Kraków–Mogiła, Kraków–Prokocim, Kraków–Salwator, Mogilany, Skawina, Wieliczka.